# Vulgární materialismus
Vulgární materialismus je filozofický směr, který vznikl v Německu v padesátých letech 19. století. Nejznámější představitele tohoto směru byli  Ludwig Büchner, Carl Vogt a Jacob Moleschott. Vulgární materialisté pokládali myšlení za zvláštní látku, vylučovanou mozkem. Ztotožňovali myšlení a hmotu a tvrdili, že mozek vyměšuje myšlenky stejně jako játra vyměšují žluč, tj. vysvětlovali myšlení hrubě, vulgárně.
Filozofickým základem sociálních teorií vulgárních materialistů bylo ztotožňování společenských a přírodních zákonů. Podnebí, potrava atd. prý bezprostředně určují způsob myšlení člověka. Vulgární materialisté považovali myšlení pouze za výsledek fyziologických procesů v organismu a úplně popírali společenskou podmíněnost myšlení.
Narodnik Pjotr Lavrov uznával zásluhy představitelů vulgárního materialismu spočívající v tom, že za prvotní princip pokládali hmotu, kritizoval je však za to, že ztotožňují vědomí s hmotou, že nevědecky ztotožňují činnost mozku s činností jater, dále za podceňování aktivní úlohy vědomí. S vulgárními materialisty vedli boj také ruští revoluční demokraté. Dobroljubov například napsal tato kritická slova proti vulgárním materialistům:
| „                                                                                  | Нам кажутся смешны и жалки невежественные претензии грубого материализма, который унижает высокое значение духовной стороны человека, стараясь доказать, будто душа человека состоит из какой-то тончайшей материи. | Zdají se nám směšné a ubohé negramotné nároky hrubého materialismu, který snižuje velký význam duchovní stránky člověka a snaží se dokázat, že se prý lidská duše skládá z nějaké velmi jemné hmoty. | “ |
| — Nikolaj Alexandrovič Dobroljubov, Избр. философские произв., т. I, стр. 230—231. | | |   |

Filozofie vulgárních materialistů byla kritizována Engelsem, jenž je nazýval vulgarisátory, kteří převzali úlohu „šiřitelů materialismu“ a potulných kazatelů vulgárního materialismu.